# Magyar Történelmi Családok Egyesülete
A Magyar Történelmi Családok Egyesülete (MTCSE) magyarországi kulturális egyesület, melynek célja az egykori magyar nemesi családok leszármazottainak összefogása.

## Története
Az egyesület alapító elnöke bedegi és berencsi gróf Nyáry János, a bedegi és berencsi gróf Nyáry család sarja, szükségét érezte annak, hogy a ma élő magyar nemeseket összehívja egy egyesületbe. Bajor Nemesi Klub példáját követve báró Gudenus János József genealógus évtizedek óta gyűjtött adatait felhasználva altorjai báró Apor Ferenc és P. Faddy Ottmár ferences szerzetessel együtt a klubot alapították meg. Ezzel módot adhatott arra, hogy egymással találkozhassanak, ismeretségek, baráti szálak szövődhessenek, leányaik, fiaik kapcsolatba kerülhessenek egymással. A szervezési munkában és a tagok nemessége igazolásában báró Gudenus János József genealógus igen hosszú évekig kiváló fáradhatatlan munkájával segítette; a kulcsfontosságú szerepet töltő Gudenus János 2018-ban visszavonult az egyesületi ügyektől.  
Az egyesület alakuló ülése 1994. március 15-én volt Budapesten, a ferencesek Fekete Sas utcai pincehelyiségében. A Fővárosi Bíróság az alapszabályt elfogadta és az egyesületet 1995. augusztus 9-én bejegyezte. Az alapszabály kimondja, hogy az egyesület politikamentes, kulturális szervezet. Tagja lehet az a személy, aki a magyar történelmi családok valamelyikének tagja és nemesi származását hitelt érdemlően igazolja.
Az első Apor-bált 1993-ban rendezte meg báró Apor Ferenc (*1924–), okleveles építészmérnök, a budapesti Gellért Szállóban. A táncmulatság szervezőinek célja – a jótékonykodás lehetősége mellett – a hagyományok újjáélesztése és őrzése; fontos megjegyezni, hogy ha bár ez a rendezvény nem volt az MTCSE hivatalos bálja, az összes bálszervező, valamint vendégek többsége egyesületi tagok voltak. Az Apor-bál 11 bál után végül megszünt. Az MTCSE minden év októberében Buda várának visszafoglalásának emlékére, a hősök előtt tisztelegve a Budai Polgári Casinóval együttműködve hosszú évekig megrendezett a Petneházy Bált a budavári Hadtörténeti Intézet és Múzeum Márványtermében. Később a Petneházy Alapítvány függetlenül rendezte a Petneházy bált Budai Polgári Casinóval. Az MTCSE 2016-ban a Stefánia Palotában, 2018-ban a Gellért Szállóban, majd 2021-ben és 2022-ben szervezte az évi jótékonysági bálját ismét a Stefánia palotában gróf Zichy Pál főszervező és boldogfai Farkas Ákos András társszervező lebonyolításával. 2024-ben az évi jótékonysági bált a Corinthia Hotelben szervezték.

## Az egyesület céljai
Néhány gondolat az alapszabályból:
- Ápolja a magyarországi történelmi családok történelmi hagyományait, védi szellemi kincseit és tagjai hazaszeretetét.
- Összetartja az itthon és külföldön élő családok tagjait, megteremtve a találkozás és a baráti összejövetelek lehetőségét.
- Segítségére van a családok idős, beteg, elesett tagjainak.
- Fejleszti a családok fiatal tagjainak viselkedéskultúráját, hogy átlagon felüli, művelt és kitűnő tagjai legyenek a társadalomnak a haza javára.
- A szervezet keresztény szellemiségű.
- Más, akár külföldi, hasonló céllal alakult társaságokkal a kapcsolatot felveszi és ápolja.
- Nemzeti múlt és kulturális örökség témakörében ismeretterjesztés, oktatás és hagyományőrzés.

Rendszeresen szerveznek előadásokat, családtörténeti sorozatot indítottak. Két ízben konferenciát rendeztek  a Magyar Tudományos Akadémián. Kiadtak egy hírlevelet "Status et Ordines" címmel. Nemzetközi kapcsolatokat építenek ki a külföldön élő magyar nemesekkel. A Felvidéken élő magyar nemesség az egyesület része.

## Nemzetközi kapcsolatok
11 éves előkészítő munka után, 2005. szeptember 10-én, Hágában az MTCSE felvételt nyert az Európai Nemesi Szövetségbe (CILANE: La Commission d' Information et de Liaison des Associations Nobles d' Europe). A hágai kongresszuson az MTCSE-t - beleértve az erdélyi és a felvidéki nemességet is - teljes jogú taggá nyilvánították.
A CILANE, története során először Kelet-Európában, Budapesten tartotta meg évi rendes vezetőségi ülését, 2006. október 6. és 8. között.
Stratégiai együttműködési megállapodás keretében az MTCSE szoros kapcsolatot ápol az erdélyi a Castellum Alapítvánnyal, amely az erdélyi nemesi családokat képviseli, tartja össze.

## Tisztújítások

### Az egyesületi elnök és az elnökség
Bedengi és berencsi gróf Nyáry János egyesületi elnök visszavonulása után, az MTCSE második elnöke 2014-től leuensterni báró Riedel Lóránt, technikatörténész, közlekedésmérnök, főszerkesztő. 2017. február 13.-án a közgyűlés ifjabb báró Riedel Lórándot egyesületi elnökké választotta; a további években a közgyűlések e tisztségben merősítették meg őt. 2020. február 9-én az egyesület közgyűlésén gróf Zichy Pál Andrást egyesületi elnökké választották; losonci Bánffy Tamás báró leköszönt, és helyette szajoli Hegedüs Ferenc, informatikus, családfakutató lépett be az elnökségre.
2018-ra az egyesület elnökségi tagjai: 
- ifjabb leuensterni báró Riedel Lóránd, okleveles gazdasági agrármérnök, hivatalnok, egyesületi elnök.
- széki gróf Teleki Sándor, okleveles gazdaságinformatikus és rendszertervező.
- losonci báró Bánffy Tamás, okleveles közgazdász, informatikus, politológus, bank tisztviselő, egyesületi delegátus a CILANE-nál.
- aschbrunni és hohenstadti báró Tunkel Tamás, okleveles agrármérnök, gazdálkodó, Legénd község polgármestere.
- zicsi és vázsonykői gróf Zichy Pál, okleveles nemzetközi kapcsolatok elemző, tanácsadó az IT szektorban.

2020-ra az egyesület elnökségi tagjai: 
- zicsi és vázsonykői gróf Zichy Pál, okleveles nemzetközi kapcsolatok elemző, tanácsadó az IT szektorban, egyesületi elnök.
- ifjabb leuensterni báró Riedel Lóránd, okleveles gazdasági agrármérnök, hivatalnok.
- széki gróf Teleki Sándor, okleveles gazdaságinformatikus és rendszertervező.
- aschbrunni és hohenstadti báró Tunkel Tamás, okleveles agrármérnök, gazdálkodó, Legénd község polgármestere.
- szajoli Hegedüs Ferenc, informatikus, családfakutató.

### A delegátusok a CILANE-nál
2016-ban maehrentali Csornay György üzletkötő, az addigi egyesületi delegátus a CILANE-nál több éves szolgálat után  tisztségét a közgyűlés által megválasztott utódjának, bikfalvi Páll Imre jogásznak adta át, aki 2018. decemberéig szolgált. 2019. februárjától az egyesületi delegátusa a CILANE-nál losonci báró Bánffy Tamás. 2024-től szalacsi és nagytanyi Szalachy Hubertusné hegyeshalmi Halászy Stefánia vette át a tisztséget.
Az egyesület ifjúsági tagozat delegátusa a CILANE-nál a bécsi születésű körösszegi és adorjáni őrgróf Csáky-Pallavicini Johannes Paulus, aki 2021-ben követte a tisztségben a párizsi születésű parajdi Mester Árpád okleveles építészt. Mester Árpád előtt lehotai Lehotzky Nóra hosszú évekig az ifjúsági delegátusként szolgált.

### Egyéb bizottságok és tagozatok
Az Etikai és Ellenőrző Bizottság tagjai: 
- dr. bernicei Berniczei-Roÿkó Ádám, orvos, diplomata, a Jeruzsálemi Szentsír Lovagrend magyarországi helytartója, a SOTE Kútvölgyi úti Oktató Kórházában főorvos. A legitim Vitézi Rend főkapitány-helyettese, ügyvezetö törzskapitánya, Magyarország országos törzskapitánya.
- dolhai és petrovai Petrovay Tibor, vállalkozó, szaktanácsadó.
- alsószentmihályfalvi és kisenyedi ‘Sigmond Albert Olivér, okleveles építészmérnök, építési műszaki ellenőr, a Budapesti Építész Kamara tagja.
- nagytanyi és zalacsi Szalachy Hubertus, vállalkozó, erdőgazdálkodó.

A Genealógiai Bizottság tagjai: 
- dr. makfalvi és héderfájai Barabássy Sándor, okleveles vegyészmérnök, családtörténeti író.
- boldogfai Farkas Ákos András, okleveles nemzetközi politológus, okleveles történész, családfakutató.
- szajoli Hegedüs Ferenc, informatikus, családfakutató.

Az ifjúsági tagozat ügyvivője avagy koordinátora 2015-től dr. kaszaházi Joó Kristóf, okleveles gyógyszerész; 2017. február 13.-án a közgyűléskor ismét az ifjúsági tagozat koordinátorrá választotta meg. Ezt a tisztséget 2018. decemberéig töltötte be amikor a közgyűlés leszavazta őt. 2020. február 9-én az egyesület közgyűlésén felsőkubini Meskó Csaba Móricot, nemzetközi gazdálkodás szakos hallgatót ifjúsági ügyvivővé (koordinátorrá) választották.
Az évi Jótékonysági Bál Szervezői Bizottság tagjai:
- zicsi és vázsonykői gróf Zichy Pál, okleveles nemzetközi kapcsolatok elemző, tanácsadó az IT szektorban, MTCSE egyesületi elnök.
- boldogfai Farkas Ákos András, okleveles nemzetközi politológus, okleveles történész, családfakutató, MTCSE genealógiai bizottsági tag.

## Kiadványaik
Gudenus János József közreműködésével, Kiss Gergely szerkesztésével:
- Nobilitas 2005 (évkönyv) ISSN 1788-1552 (mindegyik)
- Nobilitas 2006 (évkönyv)
- Nobilitas 2007 (évkönyv)
- Nobilitas 2008 (évkönyv)
- Nobilitas 2009 (évkönyv)
- Nobilitas 2010 (évkönyv)
- Nobilitas 2011 (évkönyv)
- Nobilitas 2012 (évkönyv)
- Nobilitas 2013 (évkönyv)
- Nobilitas 2014 (évkönyv)
- Nobilitas 2015 (évkönyv)
- Nobilitas 2016 (évkönyv)

Illetve a "Status et Ordines" kiadványa, amelynek az alapító szerkesztője 1995-től Kiss Gergely, majd ennek a a digitális változata idősebb báró Riedel Lóránt és Kiss Gergely szerkesztésében jelent meg 2014-től.
- Status et Ordines (hírlevél, 38 szám jelent meg 1995-2004 között)

## Kiemelkedő tagjai
- kőrösszegi és adorjáni dr. őrgróf Csáky-Pallavicini Tamás, bécsi orvos, egyetemi tanár.
- bedegi és berencsi gróf Nyáry Éva, festőművész, a Jeruzsálemi Szent Lázár Lovagrend Nagyperjel Asszonya.
- bedegi és berencsi gróf Nyáry János, az egyesület első elnöke. (†)
- zicsi és vázsonykői dr. gróf Zichy Mihály, okleveles történész, az Országos Széchényi Könyvtár kutatója.
- losonci báró Bánffy Tamás, okleveles közgazdász, informatikus, politológus, banktisztviselő, egyesületi delegátus a CILANE-nál.
- báró Gudenus János József, genealógus.
- báró Neuenstein Éva / Ágh Éva, színész. (†)
- leuensterni báró Riedel Lóránt, okleveles technikatörténész, okl.  közlekedésmérnök, az egyesület második elnöke.
- ifjabb leuensterni báró Riedel Lóránd, gazdasági agrármérnök, hivatalnok, az egyesület harmadik elnöke.
- makfalvi dr. Barabássy Sándor, okleveles vegyészmérnök, családtörténeti író, az MTCSE genealógiai bizottságának a tagja.
- Bugár-Mészáros Károly, jeles okleveles építész, szakíró, egykori miniszteri biztos, a Magyar Építészeti Múzeum igazgatója.
- felsőszei dr. Brányik Ottó, a Budai Polgári Casino elnöke.
- maehrentali Csornay György, üzletkötő, egyesületi delegátus a CILANE-nál.
- boldogfai Farkas Ákos András, okleveles nemzetközi politológus, okleveles történész, genealógus, az MTCSE genealógiai bizottságának a tagja, az MTCSE Jótékonysági bál szervezői bizottságának a tagja, az MHGTnek a tagja, a Magyarország Barátai Alapítványnak a tagja (Friends of Hungary Foundation), a Venezuelai-Magyar Egyesület (VEHU) tagja.[4]
- parajdi Mester László (Laszlo Mester de Parajd), franciaországi magyar építész, magyar tiszteletbeli konzul Rouenben, franciaországi magyar evangélikus egyház elnöke.
- alsószentmihályfalvi és kisenyedi Sigmond Albert, okl. építészmérnök, építési műszaki ellenőr, a Budapesti Építész Kamara tagja.
- verbói Szluha Márton, magyar genealógus. (†)
- szaploncai Szaplonczayné Polgár Marianne, a Budaörsön székelő Magyar Történelmi Szalon elnöke.

## Az MTCSE nemesi családok tagjai
Néhány nemesi család, amelyeknek képviselői az MTCSE tagjai között találhatóak:
- kőrösszegi és adorjáni őrgróf Csáky-Pallavicini család
- németújvári gróf Batthyány család
- körösszegi és adorjáni gróf Csáky család
- nagykárolyi gróf Károlyi család
- bedegi és berencsi gróf Nyáry család
- széki gróf Teleki család
- borosjenői és szegedi gróf Tisza család
- Waldstein-Wartenberg család
- zicsi és vázsonykői gróf Zichy család
- altorjai báró Apor család
- losonci báró Bánffy család
- báró Gudenus család
- nagyjeszeni báró Jeszenszky család
- kisfaludi báró Lipthay család
- rodecki báró Neuenstein család
- leuensterni báró Riedel család
- latzunási báró Sztojanovits család
- aschbrunni és hohenstadti báró Tunkel család
- ajkai Ajkay család
- makfalvi Barabássy család
- baróti és csíkszenttamási Baróthy család
- bernátfalvi Bernáth család
- esztelneki Bíró család
- névedi Botka család
- felsőszei Brányik család
- nemes Bugár-Mészáros család
- maehrentali Csornay család
- Czuppon család
- esztényi Dénes család
- egyházasbüki Dervarics család
- boldogfai Farkas család
- gici, assa- és ablanckürti Ghyczy család
- gosztonyi és krencsi Gosztonyi család
- dömsödi Hajós család
- hegyeshalmi Halászy család
- szajoli Hegedűs család
- székcsői és zilahi Herczeg család
- irinyi Irinyi család
- kaszaházi Joó család
- kisfaludi Kisfaludy család
- felsőkubini és deménfalvi Kubinyi család
- borsódi és katymári Latinovits család
- bilkei Lipcsey család
- alsómátyásfalvi Mattyasovszky-Zsolnay család
- felsőkubini Meskó család
- parajdi Mester család
- ómorovoczai Ungár
- derzsi Pap család
- bikfalvi Páll család
- dolhai és petrovai Petrovay család
- bizáki Puky Család
- bernicei Berniczei-Roÿkó család
- kisenyedi és alsószentmihályfalvi ’Sigmond család
- nagytanyi és zalacsi Szalachy család
- szaploncai Szaplonczay család
- érsekújvári Szokolay család
- verbói Szluha család
- primóci Szent-Miklóssy család
- nádasi Tersztyánszky család
- Nnagycsepcsényi és muthnai Vladár család